# Волобуев, Сергей Валентинович
Сергей Валентинович Волобуев (род. 25 ноября 1965, Жанаарка, Улытауская область) — советский и казахстанский самбист, чемпион (1989) и серебряный (1991) призёр чемпионатов СССР, серебряный призёр розыгрышей Кубка СССР 1988 и 1990 годов, бронзовый призёр Кубка России 2001 года, бронзовый призёр чемпионата Европы 1994 года, серебряный призёр чемпионата мира 1989 года, бронзовый призёр розыгрыша Кубка мира 1996 года, обладатель Кубка мира 1992 года в командном зачёте, мастер спорта СССР международного класса, тренер по самбо и дзюдо. Выступал во второй полусредней (до 74 кг) весовой категории.
Был тренером по самбо в спортивной школе «Жастар» (Актау), в Жамбылской, Южно-Казахстанской и Жезказганской областях. В 2006—2008 годах — главный тренер женской сборной Казахстана по дзюдо. Затем был назначен старшим тренером юношеской сборной Казахстана по самбо. В 1994 году принял ислам и новое имя — Султан Али.

## Спортивные результаты
- Кубок СССР по самбо 1988 года — ;
- Чемпионат СССР по самбо 1989 года — ;
- Кубок СССР по самбо 1990 года — ;
- Чемпионат СССР по самбо 1991 года — ;
- Кубок России по самбо 2001 года — ;